# Lars Fredrik Bern
Lars Fredrik Bern, född 28 maj 1825 i Sundsvall, död 30 december 1891, var en svensk färgare och landstingsman. Han satt i stadsfullmäktige 1863-1891.

## Biografi
Bern föddes som son till skepparen Lars Daniel Wredenberg (1788-1846) och Sara Hovenius (1793-1876). Han lärde sig om färgaryrket och öppnade en egen affär med inriktning på garner. Förutom detta ägnade han även sin tid åt spannmålsaffärer, och ägde en ångkvarn. Han var även ägare till en hel del fastigheter i Sundsvall. Under 1864 var Bern korrespondentredare för briggen Flygarson & Son. Han tillhörde i många år centralstyrelsen för Sundsvalls Enskilda Bank. Bern deltog ofta i fattigvårdsarbete och var under några år även en landstingsman. Han satt i stadsfullmäktige åren 1863-1891.